# Vigilante 8
Vigilante 8 — видеоигра в жанре гонок на выживание, вышедшая 4 июня 1998 на игровых платформах PlayStation, Nintendo 64 и Game Boy Color. Она во многом близка к игре Interstate ’76, выпущенной ранее тем же издателем для PC.

## Обзор сюжета
Сюжетная линия игры строится вокруг альтернативной истории, в которой произошёл нефтяной кризис во всём мире, и в 1970-х годах США оказались на грани экономического краха. Забастовки, беспорядки и преступления были повсюду, и все доступные правоохранительные органы были направлены в города, оставив загород уязвимым. Транснациональный нефтяной консорциум, Режим Альянса Нефтяной Монополии (OMAR), решил монополизировать мировой рынок торговли нефтью. США были последней страной, которая стояла у них на пути, и они были готовы пойти на все, чтобы поставить США на колени.
ОМАР нанял Сида Берна, профессионального террориста, чтобы подтолкнуть американскую экономику в пропасть. Сид начал организовывать в отдалённых районах юго-запада свои войска, которые называли себя «Койоты». Их целью стали нефтеперерабатывающие заводы, коммерческие объекты и другие жизненно важные отрасли во всем регионе. Из-за того, что правоохранительные органы находились только в городах, некоторые отчаянные граждане стали брать закон в свои руки. Во главе их стал дальнобойщик по имени Конвой, и назвали они себя просто «Виджилантами», эта группа чудаков вскоре стала серьёзным препятствием на пути Сида.
Тем временем, правительство США, чувствуя себя более уязвимым, чем когда-либо, активизирует свои исследования и разработки новых военных технологий. Наиболее современное оружие, по слухам, разработанное на основе технологии пришельцев, было расположено на Объекте-4, секретном объекте, расположенном возле озера Папуз. Эта информация не ускользнула от Сида, и Койоты напали на объект. Однако Виджиланты неожиданно появились, чтобы остановить их, и, как следствие, у обеих сторон оказалось в распоряжении самое передовое оружие в мире.
Далее последовали необычные перестрелки. Автомобильные столкновения последовали по всему региону, от Скалистых гор Колорадо до сельскохозяйственных угодий Калифорнии, только бои были куда опаснее. До наших дней дошли лишь слухи тех событий.

## Оценки
| Сводный рейтинг | Сводный рейтинг            |
| Агрегатор       | Оценка                     |
| --------------- | -------------------------- |
| GameRankings    | 85,73 % (PS) 82,67 % (N64) |